# Jan de Bray

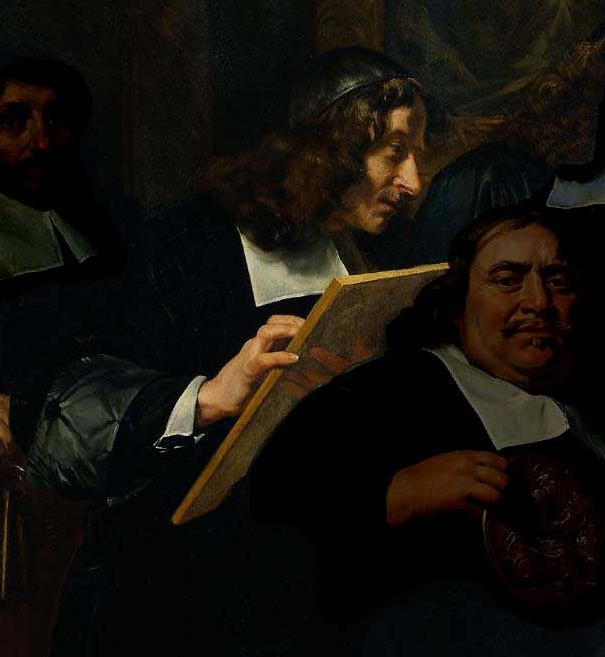
Jan de Bray (1675)

Jan de Bray (* um 1627 in Haarlem; † Dezember 1697 ebenda) war ein niederländischer Maler.

## Biographie
Jan de Bray erlernte das Künstlerhandwerk bei seinem Vater Salomon de Bray. Seine Brüder Joseph, Dirck und Jacob waren auch als Maler tätig.
Er schuf überwiegend Porträts und Gruppenbildnisse, die an Qualität denen des Frans Hals nahekommen. 
De Bray wurde am 4. Dezember 1697 in Haarlem beerdigt.

## Werke (Auswahl)

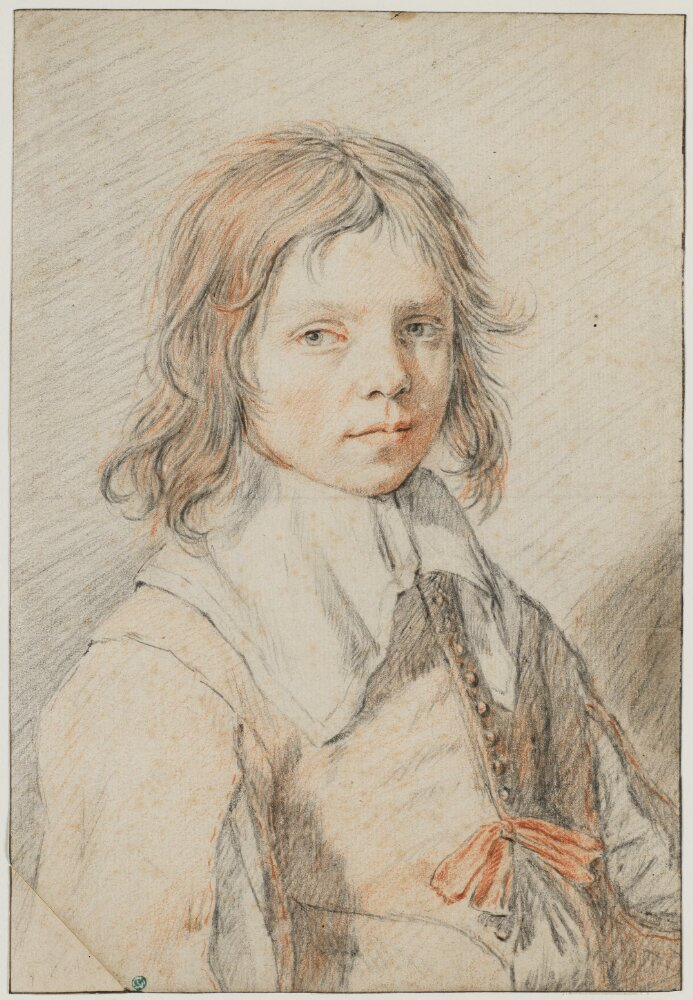
Porträt eines Jungen, Stockholm, Nationalmuseum
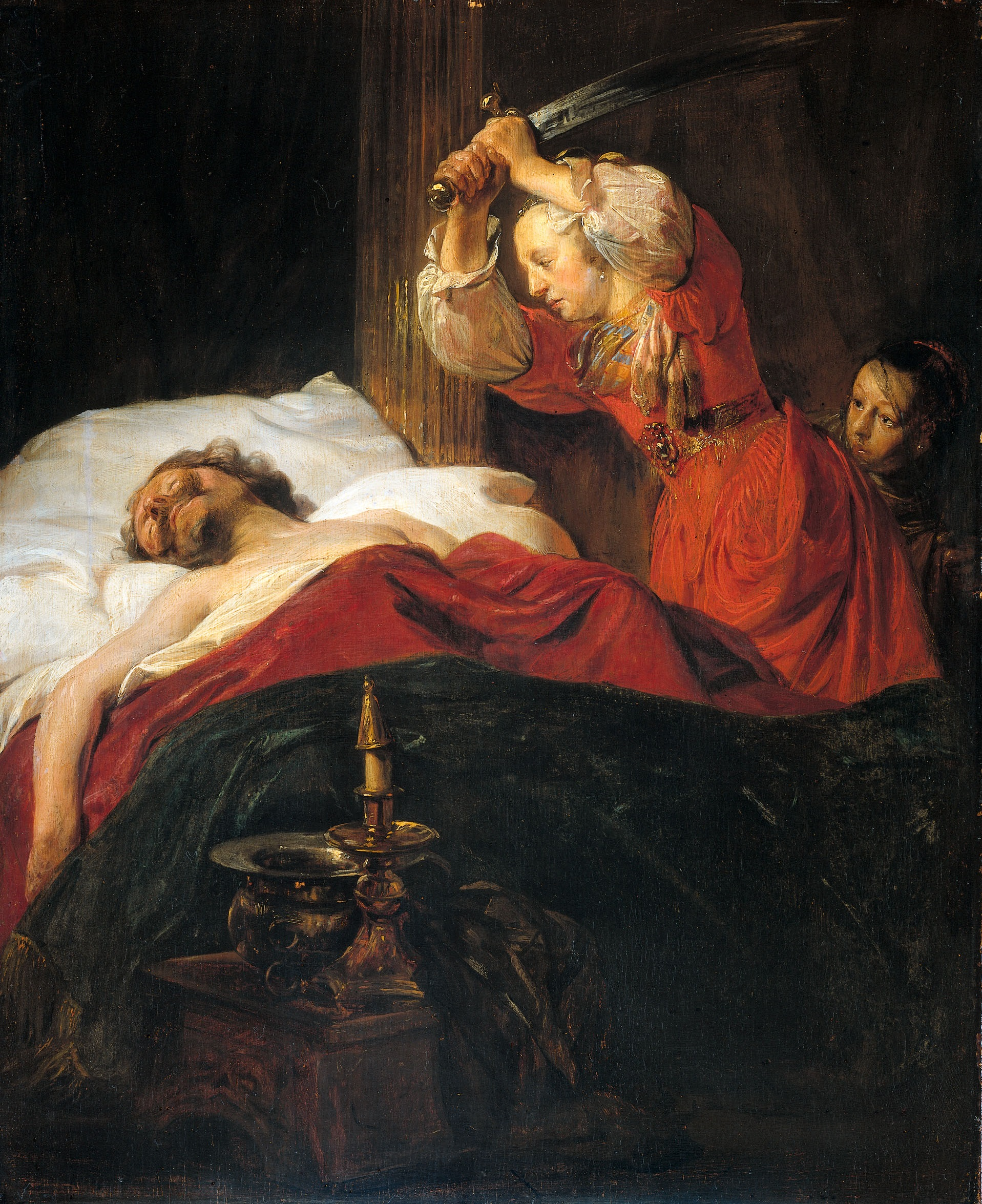
Judith und Holofernes, Amsterdam, Rijksmuseum
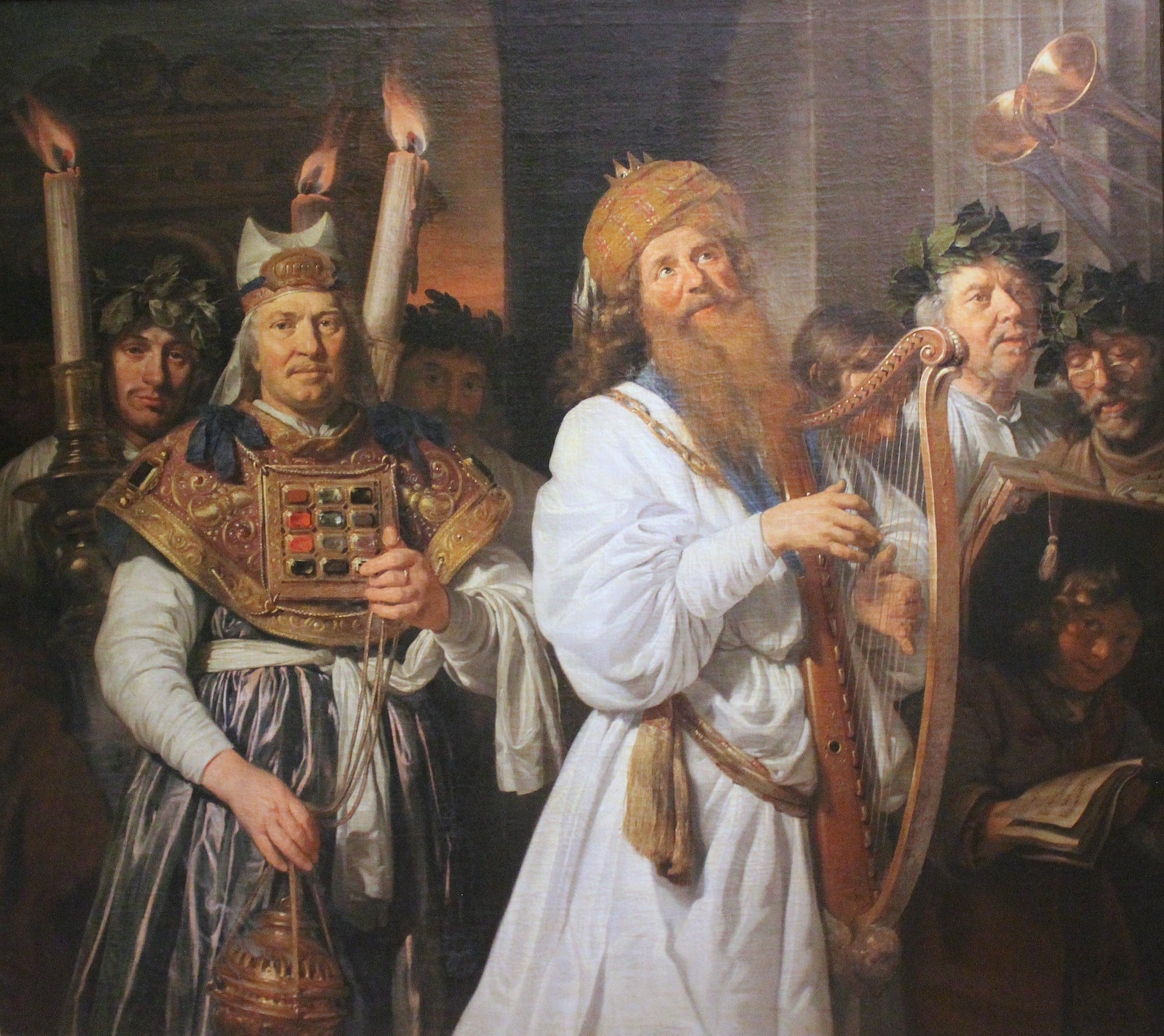
David Harfe spielend mit Priester und Leviten, Braunschweig, Herzog Anton Ulrich-Museum
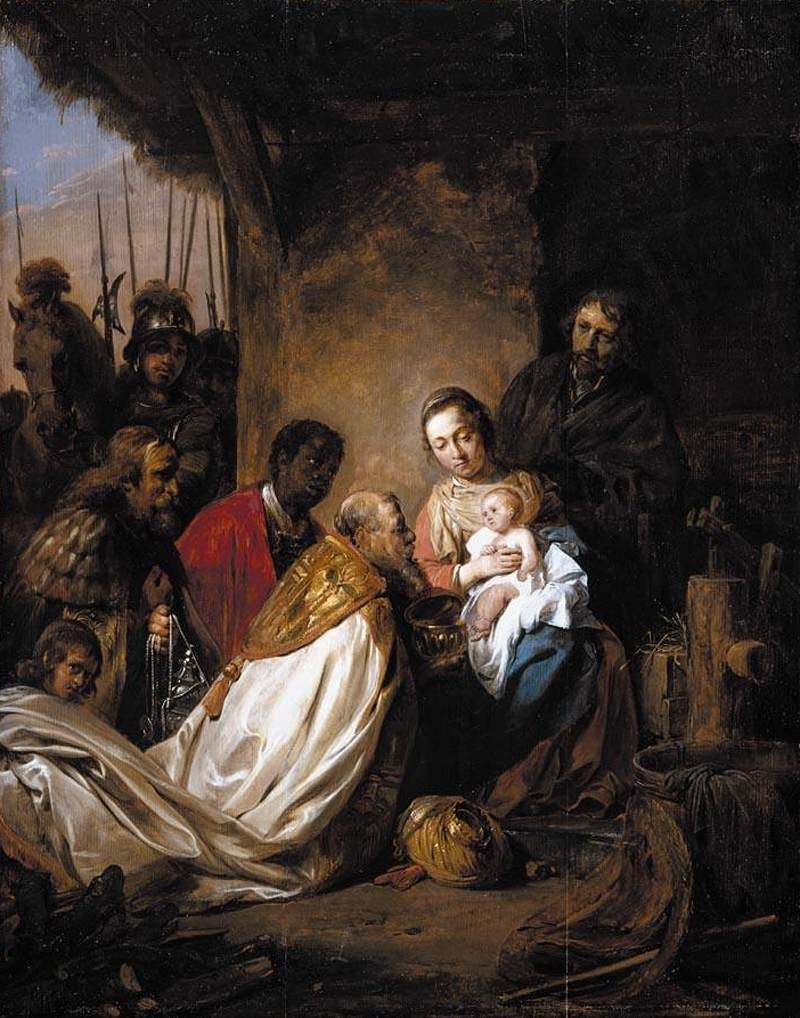
Anbetung der Magier, Privatsammlung
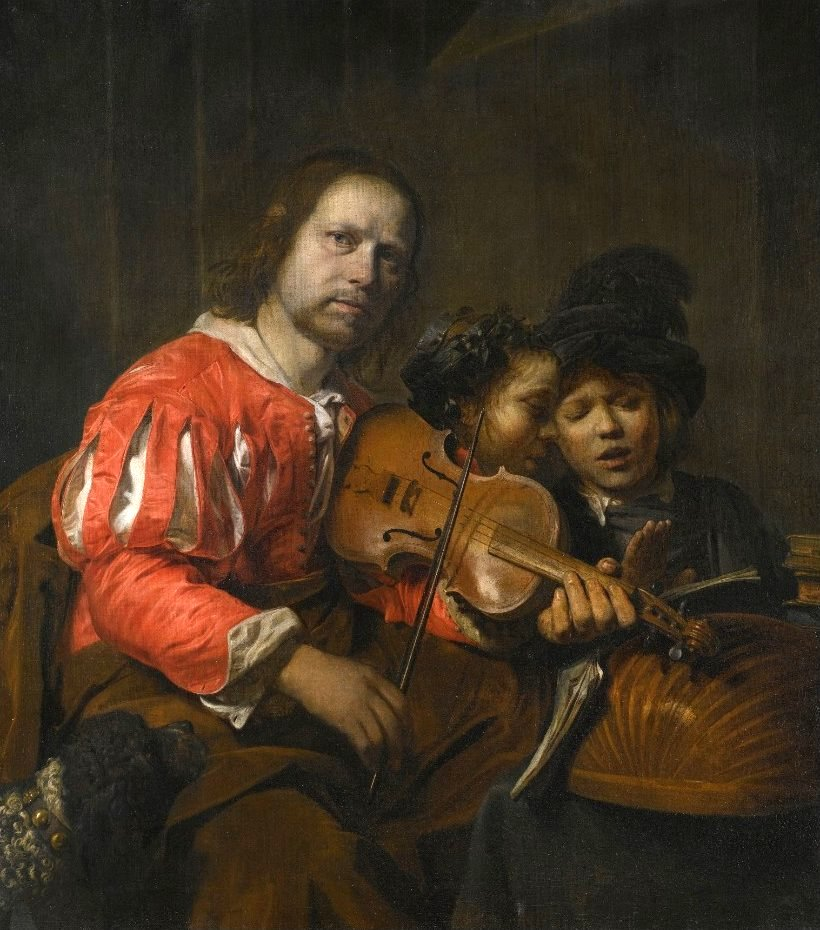
Violinenspieler mit zwei jungen Sängern (1658), ehemals Sotheby’s